# Daniel Morelon
Daniel Morelon (Bourg-en-Bresse, 24 juli 1944) is een voormalig Frans beroepswielrenner, die vooral op de baan actief was. Vanwege zijn palmares in het baanwielrennen noemde de Franse sportkrant L'Equipe hem in 1972 Kampioen der Kampioenen. Hij werd op de Spelen van 1968 (tweevoudig) en 1972 namelijk olympisch kampioen in deze discipline. 

## Palmares
- Olympisch kampioen sprint 1968 en 1972 (2e in 1976, 3e in 1964)
- Olympisch kampioen tandem 1968 (met Pierre Trentin)
- Wereldkampioen sprint 1966, 1967, 1969, 1970, 1971, 1973 en 1975 (2e in 1964, 3e in 1965 en 1980)
- Wereldkampioen tandem 1966 (2e in 1967, 3e in 1969, 1970 en 1971)
- Frans kampioen sprint 1964, 1966, 1967, 1968, 1969, 1970, 1971, 1972, 1973, 1974, 1975, 1976, 1977 en 1980
- Middellandse Zeespelen sprint, 1963

## Trainer
Als trainer van onder meer Félicia Ballanger, Laurent Gané en Arnaud Tournant won hij 15 wereldtitels, 7 zilveren en 6 bronzen medailles
1896: Paul Masson ·
1900: Albert Taillandier ·
1920: Maurice Peeters ·
1924: Lucien Michard ·
1928: Roger Beaufrand ·
1932: Jacques van Egmond ·
1936: Toni Merkens ·
1948: Mario Ghella ·
1952: Enzo Sacchi ·
1956: Michel Rousseau ·
1960: Sante Gaiardoni ·
1964: Giovanni Pettenella ·
1968: Daniel Morelon ·
1972: Daniel Morelon ·
1976: Anton Tkáč ·
1980: Lutz Heßlich ·
1984: Mark Gorski ·
1988: Lutz Heßlich ·
1992: Jens Fiedler ·
1996: Jens Fiedler ·
2000: Marty Nothstein ·
2004: Ryan Bayley ·
2008: Chris Hoy · 
2012: Jason Kenny · 
2016: Jason Kenny · 
2020: Harrie Lavreysen · 
2024: Harrie Lavreysen
1908: André Auffray & Maurice Schilles ·
1920: Thomas Lance & Harry Ryan ·
1924: Jean Cugnot & Lucien Choury ·
1928: Daan van Dijk & Bernard Leene ·
1932: Louis Chaillot & Maurice Perrin ·
1936: Carl Lorenz & Ernst Ihbe ·
1948: Renato Perona & Ferdinando Terruzzi ·
1952: Russell Mockridge & Lionel Cox ·
1956: Anthony Marchant & Ian Browne ·
1960: Giuseppe Beghetto & Sergio Bianchetto ·
1964: Sergio Bianchetto & Angelo Damiano ·
1968: Pierre Trentin & Daniel Morelon ·
1972: Igor Zjelovalnikov & Vladimir Semenets
Wielerploegen van Daniel Morelon
Andersen ·
Bittinger ·
Friou ·
Gallopin ·
Gauthier ·
Gisiger ·
Lebaud ·
Levavasseur ·
Martin ·
Mathis ·
Morelon ·
Mollet ·
Nilsson ·
Périn ·
Pirard ·
Revoul ·
Seznec ·
Zeimes
- Gemeinsame Normdatei: 1062290747
- International Standard Name Identifier: 0000 0000 2034 5250
- Library of Congress Control Number: n79010370
- Virtual International Authority File: 11114865
- WorldCat: E39PBJjxxKPbTb497tRcYxrjG3